# Premio de diseño Red Dot

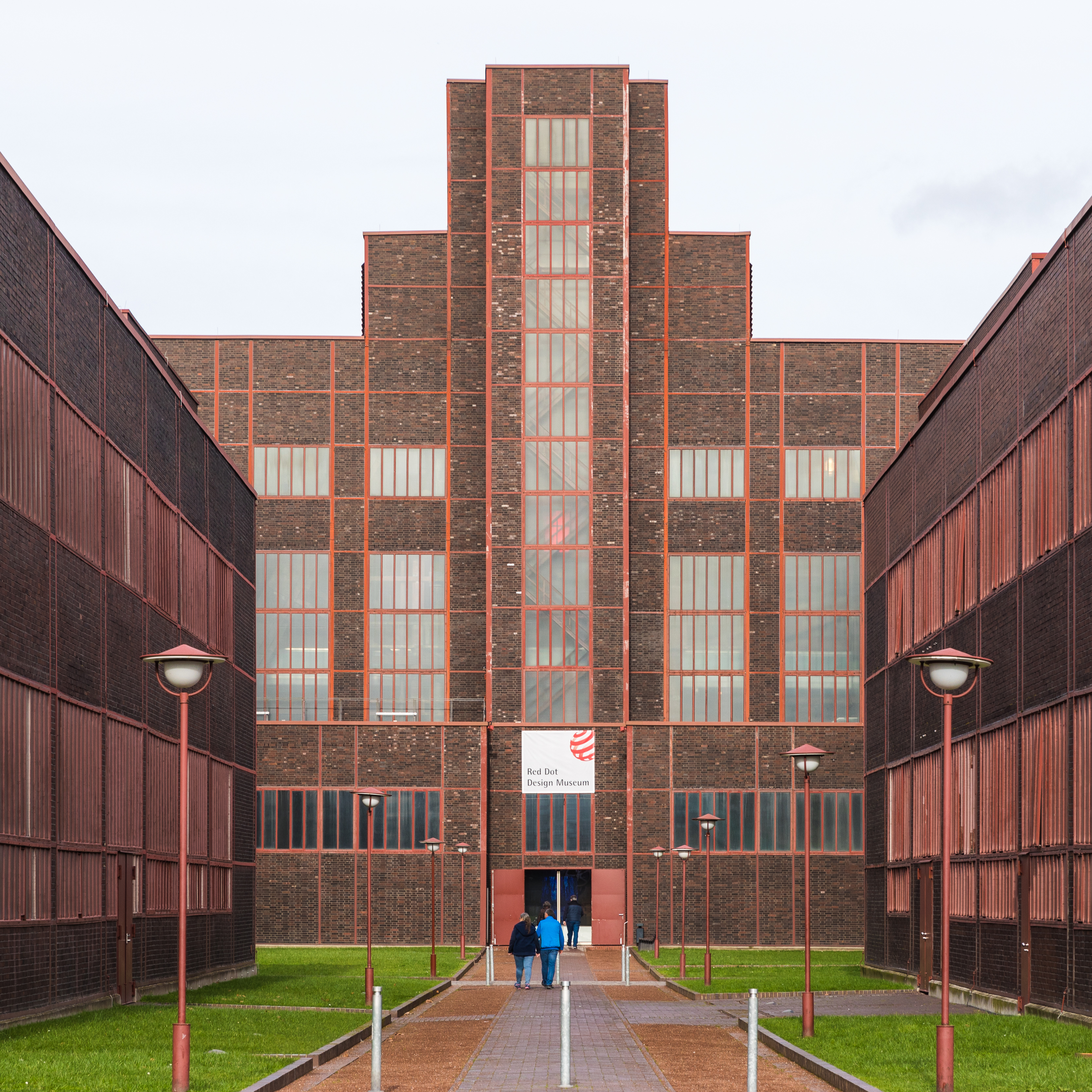
Museo Red Dot en Alemania.

El Premio de diseño Red Dot es uno de los galardones de diseño más importantes del mundo. El objetivo del premio es reconocer la calidad e innovación de diseñadores y fabricantes en la creación de nuevos productos domésticos y profesionales. Los galardones, creados en 1955, se entregan anualmente en una ceremonia en Alemania. Los productos que conquistan el galardón se exhiben en el museo de Red Dot en Zollverein, Essen.

## Categorías
El premio Red Dot se divide en 3 categorías:

### Diseño de producto / grupos de diseño
Es la más antigua de las tres categorías y fue conocida como Design Innovation a partir del año 2000. La competición está abierta a diversos ámbitos profesionales y domésticos, como accesorios del hogar, muebles y automóviles, entre otros. La ceremonia premia también al mejor grupo de diseño del año. Entre los ganadores de esta categoría se encuentran Apple, BMW y Bose Corporation.

### Diseño de comunicaciones
Desde 2003 el Red Dot Award: Communication Design premia eventos y campañas excepcionales en el ámbito del diseño corporativo, publicidad, medios interactivos y sonido.

### Concepto de diseño
Desde 2005 el "Red Dot Design Museum" en Singapur premia al mejor concepto de diseño de productos o ideas que aún no están en el mercado.

## Número de participantes
A lo largo de los años de historia del galardón han concurrido al mismo más de 10 000 participantes pertenecientes a más de 60 países.

## Algunas empresas ganadoras del premio
- Kingston Technology
- Apple
- Victorinox
- Bose Corporation
- Bodum
- LG Group
- Adidas
- Philips
- Mercedes-Benz
- Nokia
- Porcelanosa Grupo - Noken
- Siemens AG
- Sony
- JBL
- KIA
- Mazda
- Xiaomi
- Irix Lens[2]
- Mediactiu
- KONE

## Algunas personas ganadoras del premio
- Peter Schreyer
- Philippe Starck
- Fran Silvestre
- Rubén Saldaña
- Tokujin Yoshioka
- Ron Arad
- Giugiaro
- Marcel Wanders
- Ayman Guandique
- Xavier Bernis
- Jordi Tarrats